# August Danielsson i Långnäs
August Danielsson (i riksdagen kallad Danielsson i Långnäs), född 26 februari 1821 i Piteå socken, död 5 januari 1901 i Piteå, var en svensk lantbrukare och politiker (lantmannapartiet).
August Danielsson företrädde bondeståndet i Norrbottens södra domsaga vid ståndsriksdagen 1865–1866 och var riksdagsledamot i andra kammaren 1867–1869 för Norrbottens södra domsagas valkrets samt vid de båda riksdagarna 1887 för Piteå domsagas valkrets.